# 高湯街道
高湯街道（たかゆかいどう）は、福島市都心部から高湯温泉に至る温泉街道である。厳密に該当する主な道路は2路線存在する。

## 福島駅西口起点
福島駅西口の数十メートルを除いて福島県道70号福島吾妻裏磐梯線大半の区間が該当する。高湯ゲート（有料時代の高湯料金所）以西から「磐梯吾妻道路（磐梯吾妻スカイライン）」と路線名が変わる。

### 交差する主な道路
- 都市計画道路太平寺岡部線（内信通り） - 福島駅西口交差点
- 福島市道27号方木田茶屋下線（外信通り） - 交差部
- 福島市道中町・太田町線（紅葉山通り） - 交差部
- 国道13号（福島西道路） - テレビユー福島東側交差点

（東北自動車道高架下）
- 福島県道5号上名倉飯坂伊達線（フルーツライン） - 庭塚小学校前交差点

### 沿線
東から西の順番に記載
- 福島駅西口
- 荘内銀行 福島支店
- テレビユー福島 本社
- 岩代家敷大王 本店
- 福島市立野田中学校
- 福島市役所吾妻支所
- 王老杉稲荷神社
- 福島市立庭塚小学校
- 福島市立庭塚幼稚園
- 信夫温泉
- 高湯温泉

## 福島県庁前起点
紅葉山公園及び福島県庁前を起点とした明治に整備された路線である。杉妻町から野田町の福島県道70号福島吾妻裏磐梯線に合流。途中太田町で片側一車線区間が存在する。
主に紅葉山通り（旧高湯街道）と呼ばれている路線である。
詳細は「紅葉山通り」を参照